# Janti, Bhalki
Janti là một làng thuộc tehsil Bhalki, huyện Bidar, bang Karnataka, Ấn Độ.